# 海洋地質學

海洋地殼在中洋脊形成，並且岩石圈的岩石在海溝隱沒入軟流圈。

海洋地質學（英語： 或 geological oceanography）是以地球物理學、地球化學、沉積學和古生物學方法對海床和海岸進行研究的學科。海洋地質學和物理海洋學關係相當緊密。
在第二次世界大戰後數年間海洋地質學的研究提供了海底扩张学说和板块构造论的極為關鍵證據。深海海床是地球上最後的待探索區域，並且軍事（潛艦航行）和經濟（石油與金屬礦）的目的驅使各界進行海洋地質學的研究並製作詳細的海底地圖。

## 概要

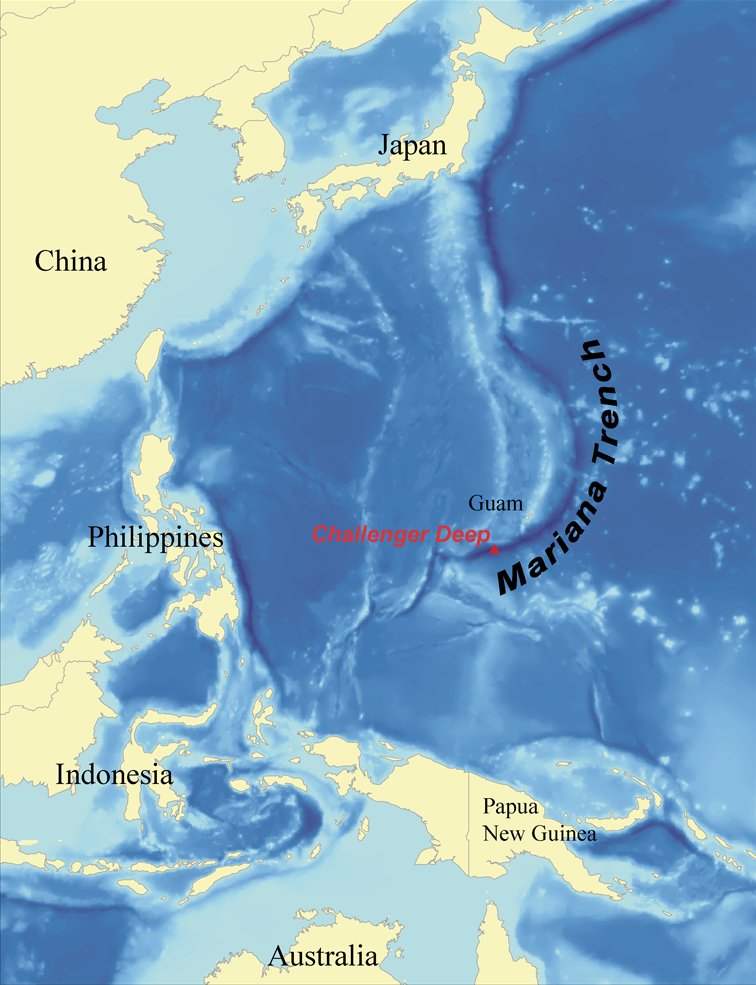
當兩個板塊相聚合時，兩者邊界形成海溝。

環繞太平洋的火環有強烈地震和火山活動，因此火環一帶地震、海嘯和火山爆發是當地主要的威脅性天災。如要建立針對這些災難的早期預警系統，必須對海岸和島弧的地質學環境有更進一步的瞭解。
對沿岸帶和深海沉積物、和不同海洋環境的碳酸鈣沉澱和溶解率研究對於全球氣候變化的議題相當重要。
科學家先後在红海、東太平洋海隆周圍和大西洋洋中脊系統發現中洋脊和深海熱泉並持續研究，而前述三個區域是海洋地質學重要的研究區域。在熱液系統內和周圍區域發現的嗜極生物對人類原本對地球上生命形態的認知造成明顯衝擊，並且生命起源可能是在這類環境。
海溝是長度可達半球尺度，但寬度極窄的陷落海床地形，並且是海床最深部分。
马里亚纳海沟是地球上最深的海溝，也是地殼最深的部分。該海溝是太平洋板塊隱沒於菲律宾海板块之下的隱沒帶，並且底部在海平面下的深度遠大於珠穆朗瑪峰在海平面上之高度。

## 外部連結
- （英文）Soundwaves Coastal Science & Research News from Across the USGS
- （英文）Marine Geology and Geophysics - NOAA （页面存档备份，存于）
- （英文）Pacific Seafloor Mapping Project - USGS （页面存档备份，存于）
- （英文）Marine Geology and Geophysics at MIT （页面存档备份，存于）
- （英文）Ocean Drilling Program （页面存档备份，存于）